# Natação nos Jogos Pan-Americanos de 2011 - 100 m borboleta feminino
As competições dos 100 metros borboleta feminino da natação nos Jogos Pan-Americanos de 2011 foram realizadas em 15 de outubro no Centro Aquático Scotiabank, em Guadalajara.

## Medalhistas
| Ouro   | USA Claire Donahue   |
| Prata  | BRA Daynara de Paula |
| Bronze | USA Elaine Breeden   |

## Recordes
Antes desta competição, os recordes mundiais e olímpicos da prova eram os seguintes:
| Tipo                             | Atleta              | Tempo | Local          | Data                | Ref |
| -------------------------------- | ------------------- | ----- | -------------- | ------------------- | --- |
|                                  | SWE Sarah Sjöström  | 56s06 | Roma           | 27 de julho de 2009 | ver |
| Recorde dos Jogos Pan-Americanos | USA Kathleen Hersey | 59s21 | Rio de Janeiro | 18 de julho de 2007 | ver |

Após as competições, os novos recordes são:
| Tipo                             | Atleta             | Tempo | Local       | Data                  | Ref |
| -------------------------------- | ------------------ | ----- | ----------- | --------------------- | --- |
|                                  | SWE Sarah Sjöström | 56s06 | Roma        | 27 de julho de 2009   | ver |
| Recorde dos Jogos Pan-Americanos | USA Claire Donahue | 58s59 | Guadalajara | 15 de outubro de 2011 | ver |

## Resultados

### Eliminatórias
Resultado geral das três eliminatórias:
| Pos. | Nadadora                 | Tempo   | Eliminatória | Raia | Notas                            |
| ---- | ------------------------ | ------- | ------------ | ---- | -------------------------------- |
| 1    | USA Claire Donahue       | 58s59   | 3            | 4    | Recorde dos Jogos Pan-Americanos |
| 2    | USA Elaine Breeden       | 59s23   | 1            | 4    |                                  |
| 3    | BRA Daynara de Paula     | 1m00s25 | 2            | 4    |                                  |
| 4    | COL Carolina Colorado    | 1m01s06 | 1            | 5    |                                  |
| 5    | MEX Rita Medrano         | 1m01s39 | 2            | 3    |                                  |
| 6    | JAM Alia Atkinson        | 1m01s41 | 3            | 1    |                                  |
| 7    | CAN Erin Miller          | 1m01s58 | 3            | 5    |                                  |
| 8    | VEN Erika Torellas       | 1m01s82 | 1            | 3    |                                  |
| 9    | BAH Alana Dillette       | 1m02s32 | 1            | 6    |                                  |
| 10   | BRA Gabriella Silva      | 1m02s86 | 3            | 5    |                                  |
| 11   | VEN Elimar Barrios       | 1m03s25 | 3            | 6    |                                  |
| 12   | ARG Cecilia Bertoncello  | 1m03s31 | 3            | 2    |                                  |
| 13   | MEX Melisa Mexia         | 1m03s40 | 1            | 2    |                                  |
| 14   | CAN Samantha Corea       | 1m04s14 | 3            | 3    |                                  |
| 15   | BOL Karen Torrez         | 1m04s28 | 2            | 1    |                                  |
| 16   | PUR Debra Rodríguez      | 1m04s29 | 2            | 2    |                                  |
| 17   | CRC Marie Meza Peraza    | 1m04s78 | 2            | 7    |                                  |
| 18   | PUR Barbara Caraballo    | 1m05s23 | 2            | 6    |                                  |
| 19   | CUB Yumisleisy Morales   | 1m05s64 | 1            | 7    |                                  |
| 20   | PER Oriele Espinoza      | 1m06s16 | 3            | 7    |                                  |
| 21   | HON Julimar Ávila        | 1m06s86 | 1            | 1    |                                  |
| 22   | CAY Lara Butler          | 1m08s34 | 3            | 8    |                                  |
| 23   | NCA Dalia Massiel Torrez | 1m08s65 | 2            | 8    |                                  |

### Final B
Resultado geral da final secundária onde não há disputa de medalhas:
| Pos. | Nadadora                | Tempo   | Raia | Notas |
| ---- | ----------------------- | ------- | ---- | ----- |
| 1    | CAN Samantha Corea      | 1m02s38 | 7    |       |
| 2    | BAH Alana Dillette      | 1m02s51 | 4    |       |
| 3    | VEN Elimar Barrios      | 1m02s54 | 3    |       |
| 4    | ARG Cecilia Bertoncello | 1m02s56 | 6    |       |
| 5    | MEX Melisa Mexia        | 1m03s62 | 2    |       |
| 6    | PUR Debra Rodríguez     | 1m03s63 | 8    |       |
| 7    | BOL Karen Torrez        | 1m03s78 | 1    |       |
| 8    | CAY Lara Butler         | 1m06s97 | 5    |       |

### Final A
Resultado geral da final principal com disputa de medalhas:
| Pos.              | Nadadora              | Tempo   | Raia | Notas |
| ----------------- | --------------------- | ------- | ---- | ----- |
| Medalha de ouro   | USA Claire Donahue    | 58s73   | 4    |       |
| Medalha de prata  | BRA Daynara de Paula  | 59s30   | 3    |       |
| Medalha de bronze | USA Elaine Breeden    | 59s81   | 5    |       |
| 4                 | CAN Erin Miller       | 1m00s49 | 1    |       |
| 5                 | MEX Rita Medrano      | 1m00s75 | 2    |       |
| 6                 | COL Carolina Colorado | 1m01s11 | 6    |       |
| 7                 | JAM Alia Atkinson     | 1m01s17 | 7    |       |
| 8                 | VEN Erika Torellas    | 1m01s56 | 8    |       |

Legenda
| Recorde mundial                  | Recorde mundial (World record)               |                       | Recorde africano                      | Recorde africano (African) |                                           | Q | Classificado por posição (Qualified) |
| Recorde dos Jogos Pan-Americanos | Recorde pan-americano (Pan-American record)  | Recorde da América    | Recorde da América (Americas)         | q                          | Classificado por melhor tempo (Qualified) |   |                                      |
| Melhor marca do ano              | Melhor marca do ano (World leading)          | Recorde asiático      | Recorde asiático (Asian)              | DNS                        | Não largou (Did not start)                |   |                                      |
| Recorde nacional                 | Recorde nacional (National record)           | Recorde europeu       | Recorde europeu (European)            | DNF                        | Não terminou (Did not finish)             |   |                                      |
| Recorde pessoal                  | Recorde pessoal do atleta (Personal best)    | Recorde da Oceania    | Recorde da Oceania (Oceania)          | DSQ / DQ                   | Desclassificado (Disqualified)            |   |                                      |
| Recorde da temporada             | Recorde da temporada do atleta (Season best) | Recorde sul-americano | Recorde sul-americano (South America) | NM                         | Sem marca (No mark)                       |   |                                      |